# Constantin Rembe

Constantin Rembe

Franz Constantin Rembe (auch Konstantin Rembe; * 28. Oktober 1868 in Kassel; † 2. März 1958 in Prien) war ein deutscher Generalmajor, Politiker der NSDAP und Mitglied des Reichstages.

## Leben
Rembe legte das Abitur 1888 am Potsdamer Viktoria-Gymnasium ab. Im Herbst 1888 begann seine militärische Laufbahn mit dem Eintritt als Fahnenjunker in das 1. Unter-Elsässische Feldartillerie-Regiment Nr. 31. Als Angehöriger der Marine-Feldbatterie im Verband des II. Seebataillons nahm er von Juli 1900 bis Herbst 1901 an der sogenannten China-Expedition (Niederschlagung des Boxeraufstandes) teil. Ende März 1904 trat er in die Schutztruppe für Deutsch-Südwestafrika ein und beteiligte sich als Angehöriger an der Niederschlagung des Aufstandes der Herero und Nama. Infolge zweimaliger Typhus-Erkrankung kehrte Rembe Ende 1905 nach Deutschland zurück, wo er im Reichskolonialamt dem Oberkommando der Schutztruppen angehörte. 1907 erfolgte seine Versetzung zum 1. Thüringischen Feldartillerie-Regiment Nr. 19 in Erfurt. Mit dieser Einheit zog Constantin Rembe am 7. August 1914 in den Ersten Weltkrieg. Vom 1. Oktober 1920 bis 31. März 1923 war er Kommandeur des 5. Artillerie-Regiments der Reichswehr und schied danach mit dem Charakter als Generalmajor aus dem aktiven Militärdienst aus. Von 1923 bis 1929 war Rembe im Landesausschuss der 3. Kavallerie-Division und ab 1924 Mitglied im Bund Oberland.
Rembe trat zum 1. April 1930 in die NSDAP ein (Mitgliedsnummer 232.586). In der Partei war er vom 1. Oktober 1930 bis Juni 1932 Bezirks- und Ortsgruppenleiter in Erfurt und anschließend bis Mai 1936 Kreisleiter des Kreises Erfurt-Stadt.
Nach der Machtübertragung an die Nationalsozialisten war Rembe vom 5. März bis 14. Oktober 1933 Mitglied des Preußischen Landtages (Wahlkreis 12, Erfurt). Seit 12. November 1933 bis Kriegsende war er Mitglied des Reichstages (Wahlkreis 12, Thüringen). Zudem war er seit März 1933 Mitglied des Provinziallandtags der Provinz Sachsen sowie Stadtverordneter in Erfurt. Nach der Einführung der Deutschen Gemeindeordnung sorgte Rembe für die Durchsetzung des Führerprinzips in der Erfurter Kommunalpolitik: Auf seinen Vorschlag als „Beauftragter der NSDAP“ wurden die fünf hauptamtlichen Beigeordneten sowie ein beratendes Stadtherren-Gremium ernannt. In der NSDAP war Rembe von 1933 bis Mai 1936 Gauinspekteur der Gauleitung Thüringen für Erfurt. Von Oktober 1934 bis Mai 1945 fungierte er als Landesgruppenführer der Landesgruppe Thüringen des Reichsluftschutzbundes und war dort Generalluftschutzführer. Außerdem war er Gauverbandsleiter des Reichskolonialbundes. Am 1. Februar 1938 wurde Rembe zum Vorsitzenden des Gaugerichtes Thüringen der NSDAP berufen.
Rembe war außerdem Vorstandsmitglied des Thüringen-Kontors der Nordischen Gesellschaft sowie ordentliches Mitglied der Akademie gemeinnütziger Wissenschaften zu Erfurt. Er war Träger des Goldenen Parteiabzeichens der NSDAP (seit 30. Januar 1938), des Silbernen Gauadlers der NSDAP Thüringen sowie des Verdienstkreuzes des Ehrenzeichens des Deutschen Roten Kreuzes.
Im September 1945 wurde Rembe verhaftet und in die Sowjetunion deportiert. Ein sowjetisches Militärgericht verurteilte ihn im Juni 1950 zu 25 Jahren Arbeitslager, aber bereits im September 1953 wurde er aus der Haft entlassen.